# Peter Falk
Peter Michael Falk (New York City, 16. rujna 1927. – Beverly Hills, 23. lipnja 2011.) je bio američki glumac, napoznatiji po ulozi poručnika Columba u televizijskoj seriji Columbo. Nastupao je u brojnim filmovima poput Princeza nevjesta, Velika utrka i Next te u televizijskim gostujućim ulogama. Dvaput je nominiran za Oscara (za filmove Ubojstvo, inkorporirano iz 1960. i Džep pun čuda iz 1961.), pet puta je osvojio nagradu Emmy (četiri za Columbo) i jednom Zlatni globus. Redatelj William Friedkin je komentirao Falkovu ulogu u svojem filmu Brinkov posao (1978): "Peter ima širok raspon, od komedije do drame. Mogao bi vam slomiti srce ili bi vas mogao nasmijati."
Godine 1968., Falk je glumio s Geneom Barryjem u 90-ominutnom televizijskom pilotu o vrlo iskusnom, ležernom detektivu. Columbo je eventualno postao dio antologijskih serija pod nazivom The NBC Mystery Movie, zajedno sa serijama McCloud, McMillan i žena te Banacek. Detektivska serija je ostala na NBC-u od 1971. do 1978., uzela predah, te se povremeno vraćala na ABC-u od 1989. do 2003. Falk je bio, "Svačiji omiljeni otrcani televizijski detektiv," napisao je povjesničar David Fantle.
Godine 1996., TV Guide je rankirao Falka na 21. mjesto na svojoj listi 50 najboljih TV zvijezda svih vremena.

## Vanjske poveznice
- Web stranica Petera Falka
- Peter Falk na stranici Emmys.com